# Hong Kong Senior Challenge Shield 2018/19
Der Hong Kong Senior Challenge Shield 2018/19 war die 117. Austragung eines K.-o.-Fußballwettbewerbs in Hongkong. Teilnehmer waren die zehn Mannschaften der ersten Liga, der Hong Kong Premier League. Das Turnier begann am 20. September 2018 und endete mit dem Finale im Hong Kong Stadium am 26. Januar 2019. Titelverteidiger war der Yuen Long FC.

## Termine
| Runde         | Datum                                 |
| ------------- | ------------------------------------- |
| 1. Runde      | 20. September 2018 21. September 2018 |
| Viertelfinale | 27. Oktober 2018 28. Oktober 2018     |
| Halbfinale    | 23. Dezember 2018 25. Dezember 2018   |
| Finale        | 26. Januar 2019                       |

## Erste Runde
|                                       | Ergebnis              |                      |
| ------------------------------------- | --------------------- | -------------------- |
| 20. September 2018 (Mong Kok Stadium) |                       |                      |
| Dreams SC                             | 1:1 n. V. (4:2 i. E.) | Hong Kong Pegasus FC |
| 21. September 2018 (Mong Kok Stadium) |                       |                      |
| Wofoo Tai Po                          | 5:0                   | Hoi King SA          |

## Viertelfinale
|                                           | Ergebnis |              |
| ----------------------------------------- | -------- | ------------ |
| 27. Oktober 2018 (Mong Kok Stadium)       |          |              |
| Eastern AA                                | 2:1      | Lee Man FC   |
| 27. Oktober 2018 (Tsing Yi Sports Ground) |          |              |
| Yuen Long FC                              | 1:2      | R&F          |
| 28. Oktober 2018 (Mong Kok Stadium)       |          |              |
| Kitchee SC                                | 2:1      | Dreams SC    |
| 28. Oktober 2018 (Tsing Yi Sports Ground) |          |              |
| Southern District FC                      | 0:1      | Wofoo Tai Po |

## Halbfinale
|                                      | Ergebnis |            |
| ------------------------------------ | -------- | ---------- |
| 23. Dezember 2018 (Mong Kok Stadium) |          |            |
| Kitchee SC                           | 3:1      | Eastern AA |
| 25. Dezember 2018 (Mong Kok Stadium) |          |            |
| Wofoo Tai Po                         | 3:1      | R&F        |

## Finale
|                                     | Ergebnis |              |
| ----------------------------------- | -------- | ------------ |
| 26. Januar 2019 (Hong Kong Stadium) |          |              |
| Kitchee SC                          | 3:2      | Wofoo Tai Po |